# Château de Graines
Le château de Graines est un château situé à proximité du hameau Graines à Brusson, dans le moyen Val d'Ayas.
Il est situé sur un éperon rocheux en aval du chef-lieu de Brusson. C'est une position stratégique, aussi bien du point de vue de la défense, que de celui de la communication, à l'aide notamment de falots de miroirs ou de drapeaux. On prétend que la tour de Bonot ou le château de Ville, à Challand-Saint-Victor, aient servi de relais pour que les signaux arrivent au château de Verrès, placé au début de la vallée de l'Évançon, mais il n'y a pas de visibilité directe entre la tour de Bonod et le château de Graines.

## Histoire
L'histoire du fief de Graines est très ancienne et remonte à 515, lorsque le prince Sigismond de Bourgogne fit reconstruire l'abbaye de Saint-Maurice d'Agaune, en Valais. Il céda aux moines de Saint-Maurice aussi des propriétés en Vallée d'Aoste, parmi lesquelles le fief de Graines, afin de doter l'abbaye d'un riche patrimoine.
La chapelle romane bâtie à l'intérieur du château est dédiée à saint Martin.
En 1263, Godefroy de Challant, neveu du vicomte Boson d'Aoste et fidèle vassal des Comtes de Savoie, reconnut tenir en fief des moines, le château et plusieurs terres environnantes, que les Challant possédèrent jusqu'en 1700.
Le château fut restauré et fortifié vers le milieu du XVe siècle, il fut notamment l'un des châteaux forts utilisés par Catherine de Challant et Pierre d'Introd pendant la lutte pour la succession à François de Challant.
Au XIXe siècle, lors de l'extinction de la branche comitale de la maison de Challant, le château, depuis longtemps en ruines, fut hérité par la famille noble valdôtaine des Passerin d'Entrèves. La Région autonome Vallée d'Aoste en est la propriétaire depuis la fin du XXe siècle.
Le château de Graines est parvenu presque intact jusqu'à nos jours grâce aussi aux efforts de restauration et de conservation déployés par l'architecte Alfredo d'Andrade et Giuseppe Giacosa, sur les pressantes sollicitations du chanoine Séraphin-Bruno Vuillermin au début du XXe siècle.

## Le château
Bâti vers le début du XIe siècle, ce manoir est un exemple typique de château primitif valdôtain. Il était composé essentiellement d'une large enceinte, d'environ 80 mètres sur 50 en forme irrégulière, qui s'adapte à la conformation du terrain, incluant les autres bâtiments, dont il ne reste qu'une grosse tour carrée et une petite chapelle.
La tour carrée, ou donjon, présente une structure massive et mesure plus de 5 mètres de large. C'était l'habitation du seigneur et le dernier bastion de défense, avec de petites fenêtres et l'entrée à 5 mètres au-dessus du sol. L'habitation fut ensuite élargie.
La chapelle romane, dont la toiture est effondrée, était placée sous le vocable de saint Martin. Une légende dit qu'elle fut bâtie par les moines qui habitèrent le manoir à sa naissance, ce qui n'est prouvé toutefois par aucun document historique. Elle est composée par une nef unique, mesurant environ 8 mètres de long, et se terminant par une abside semi-circulaire. Seuls les pans des murs périmétraux et le clocheton qui surmonte la façade se sont conservés jusqu'à nos jours.

## Accès
Le château de Graines est ouvert aux visiteurs. Pour le rejoindre, il faut prendre à Verrès la route régionale 45 du Val d'Ayas, et remonter jusqu'au hameau Arcésaz de Brusson, la route pour Graines se trouve sur la droite.

## Curiosités
Selon une légende, un trésor est enterré sous le château. Une nuit, une voix mystérieuse apparut en rêve à un berger en lui indiquant l'endroit où il se trouve, mais en le prévenant aussi qu'il devra se sauver avant que le coq chante pour trois fois. La nuit suivante, le berger suivit les indications et trouva le trésor, mais, ébloui par toutes ses richesses, perdit la notion du temps et s'aperçut trop tard du chant du coq. Il resta ainsi piégé à jamais avec le trésor.
Une partie du roman Il mercante di lana (= Le marchand de laine), de l'écrivain milanaise Valeria Montaldi se situe dans ce château.

## Galerie de photos

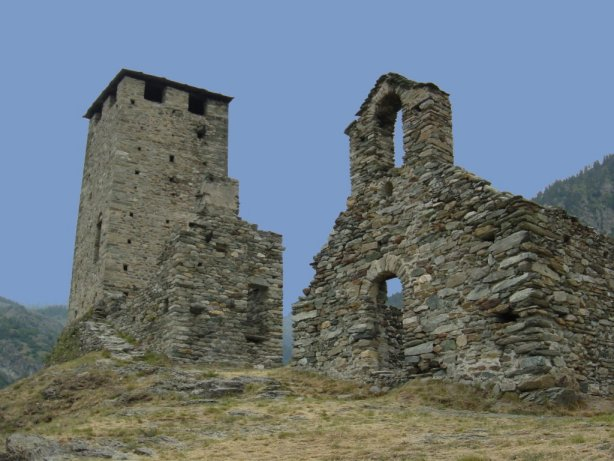
La tour et la chapelle
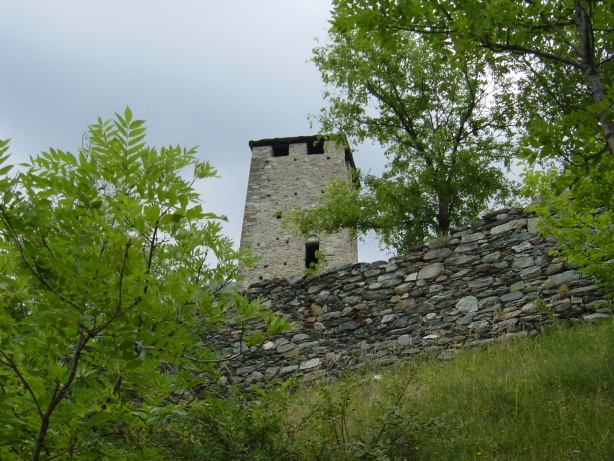
Vue de la tour du sentier qui mène au château